# Anacardium giganteum
Anacardium giganteum är en sumakväxtart som beskrevs av Thomas Hancock och Adolf Engler. Anacardium giganteum ingår i släktet cashewsläktet, och familjen sumakväxter. Inga underarter finns listade i Catalogue of Life.